# Adolfus
Genre
Adolfus est un genre de sauriens de la famille des Lacertidae.

## Répartition
Les quatre espèces de ce genre se rencontrent en Afrique de l'Est et en Afrique centrale.

## Liste des espèces
Selon The Reptile Database (24 août 2014) :
- Adolfus africanus (Boulenger, 1906)
- Adolfus alleni (Barbour, 1914)
- Adolfus jacksoni (Boulenger, 1899)
- Adolfus masavaensis Wagner, Greenbaum & Branch, 2014

## Étymologie
Ce genre est nommé en l'honneur d'Adolphe-Frédéric de Mecklembourg (1873–1969).

## Publication originale
- Sternfeld, 1912 : IV. Zoologie II. Lfg. Reptilia Wissenschaftliche Ergebnisse der Deutschen Zentral-Afrika Expedition 1907-1908, unter Führung A. Friedrichs, Herzogs zu Mecklenburg, Klinkhard und Biermann, Leipzig, vol. 4, p. 197-279 (texte intégral).